# Рай и ад (фильм, 2025)
«Рай и ад», или «Высокое и низкое» (англ. Highest 2 Lowest) — будущий американский триллер режиссёра Спайка Ли с Дензелом Вашингтоном в главной роли. Англоязычный ремейк японского фильма 1963 года «Рай и ад», который в свою очередь основан на детективном романе Эда Макбейна «Выкуп Кинга». Фильм снят компанией A24 для Apple TV+.

## Сюжет
Подробности сюжета держатся в тайне, но известно, что в фильме пойдёт речь о руководителе обувной компании, который в разгар сложного корпоративного поглощения получает сообщение о похищении собственного сына и требование о выкупе, но вскоре, понимает что, по ошибке был похищен не его сын, а его водителя.

## В ролях
- Дензел Вашингтон[6]
- Ильфенеш Хадера
- Джеффри Райт
- A$AP Rocky
- Ice Spice

## Производство
О начале работы над фильмом стало известно в феврале 2024 года. Разработкой и продюсированием фильма занимаются компании A24, Escape Artists и Mandalay Pictures, сценарий написан Аланом Фоксом и Спайком Ли. Режиссёром станет Ли, а продюсерами фильма — Тодд Блэк из компании Escape Artists и Джейсон Майкл Берман из Mandalay Pictures. Спайк Ли также стал исполнительным продюсером через свою компанию 40 Acres and a Mule Filmworks.
Дензел Вашингтон получил роль в феврале 2024 года. Съёмки начались в марте 2024 года в Нью-Йорке. Позднее к актёрскому составу присоединились Джеффри Райт, Ильфенеш Хадера и Ice Spice.
Премьера состоится в мае 2025 года на Каннском кинофестивале, где картина будет представлена вне конкурса. Фильм будет выпущен в кинопрокат 22 августа компанией A24, а 5 сентября станет доступен для просмотра на стриминговом сервисе Apple TV+.